# Eudidimite
L'eudidimite (simbolo IMA: Edy) è un minerale e un inosilicato raro appartenente alla classe dei minerali dei "silicati e germanati" con la composizione chimica idealizzata Na2Be2Si6O15·H2O, cioè è un silicato di sodio-berillio contenente acqua.

## Etimologia e storia
Nell'estate del 1887, il mineralogista e geologo norvegese Waldemar Christofer Brøgger si presentò alla comunità scientifica con un minerale sconosciuto proveniente dalla parte sud-occidentale dell'isola di Lille Arøya nel Langesundsfjord norvegese, e che si rivelò essere una nuova specie durante la prima indagine.Nello stesso anno Brøgger pubblicò una descrizione preliminare sulla rivista Nyt Magazin di Christiania (Oslo) per Naturvidenskaberne (Nuova rivista tedesca per le scienze naturali); la descrizione dettagliata di Brøgger apparve solo nel 1890.
Waldemar Brøgger chiamò il nuovo minerale "eudidimite" per la sua frequente presenza nei geminati perfettamente formati e per le parole greche εὖ (eu-, 'buono') e δίδυμος (didymos, 'gemello').
Il campione tipo (olotipo) per l'eudidimite è conservato con il numero di catalogo 530905 nella collezione del Museo svedese di storia naturale di Stoccolma, in Svezia.
Poiché l'eudidimite era conosciuta e riconosciuta come una specie minerale a sé stante molto prima della fondazione dell'Associazione Mineralogica Internazionale (IMA), questa è stata adottata dalla sua Commissione sui nuovi minerali, la nomenclatura e la classificazione (CNMNC) e si riferisce all'eudidimite come un cosiddetto minerale "grandfathered" (G).

## Classificazione
Già nell'obsoleta 8ª edizione della sistematica minerale secondo Strunz, l'eudidimite apparteneva alla classe dei "silicati" e quindi alla sottoclasse con "strutture di transizione ai fillosilicati (fillosilicati)", dove venive elencata insieme a epididimite e litidionite con le quali forma gruppo dell'eudidimite-epididimite con il sistema nº VIII/D*.02.
Nella Sistematica dei lapis (Lapis-Systematik) secondo Stefan Weiß, che è stata rivista e aggiornata l'ultima volta nel 2018 ed è ancora strutturata secondo questa vecchia edizione di Strunz per considerazione dei collezionisti privati e delle collezioni istituzionali, al minerale è stato assegnato il sistema e al minerale nº VIII/G.04-010. In questa Sistematica ciò corrisponde al dipartimento "Strutture di transizione tra catena e fillosilicati". L'eudidimite, insieme all'epididimite, forma il gruppo senza nome VIII/G.04.
La 9ª edizione della sistematica minerale di Strunz, che è stata aggiornata l'ultima volta dall'Associazione Mineralogica Internazionale nel 2024, classifica l'eudidimite nella classe "9.A Nesosilicati". Questa è ulteriormente suddivisa in base alla struttura cristallina, in modo che il minerale possa essere trovato nella suddivisione "9.DG Inosilicati con catene singole e multiple di periodo 3" in base alla sua struttura, dove è l'unico membro del gruppo senza nome 9.DG.60.
Anche la sistematica dei minerali secondo Dana, che viene utilizzata principalmente nei Paesi anglosassoni, elenca l'eudidimite nella divisione degli inosilicati, e da lì nella suddivisione di "inosilicati con catene doppie e non ramificate, W=2 con catene P>2", dove classifica il gruppo "P = 3" con il numero di sistema 66.03.01 insieme a chivruaiite, epididimite, haineaultite, xonotlite, yuksporite e zorite.

## Chimica
La prima analisi chimica a umido del campione tipo è stata effettuata da Gustaf Flink e ha restituito il 72,19% di silice (SiO2), 11,15% di ossido di alluminio (Al2O3), 12,66% di ossido di sodio (Na2O) e 3,84% di acqua (totale 99,84 %). La presenza di berillio non è stata ovviamente riconosciuta da Flink; i contenuti corrispondenti sono stati segnalati come alluminio o allumina. Una rianalisi di Adolf Erik Nordenskiöld ha prodotto il 73,11% di silice, 10,12% di ossido di berillio (BeO), 12,65% di ossido di sodio e 3,79% di acqua nonché tracce di ossido di magnesio (MgO) (totale 99,76 %). Ciò corrisponde alla formula semplificata NaHBeSi3O8, che produce il 73,44% di silice, 10,24% di ossido di berillio, 12,24% di ossido di sodio e 3,67% di acqua (somma 100,00 %).
Le analisi rappresentative dell'eudidimite del Monte Malosa in Malawi hanno prodotto 11,40 di ossido di sodio, 0,49% di ossido di potassio (K2O), 10,15% di ossido di berillio, 0,06% di ossido di calcio, 0,11% di ossido ferrico (Fe2O3), 0,30% di ossido di alluminio, 73,10% di silice e 3,81% di acqua (somma 99,42%). Sulla base di 15 atomi di ossigeno, è stata determinata la seguente formula empirica:
- {\displaystyle {\ce {(Na_{1,815}K_{0,051}Ca_{0,005})_{\Sigma =1,871}Be_{2,002}(Si_{6,003}Al_{0,029}Fe_{0,004}^{3+})_{\Sigma ={6,039}}O_{15}\cdot 1,042H2O}}}

che porta a Na2Be2Si6O15·H2O. Questa formula corrisponde anche alla formula ufficiale dell'IMA per l'eudidimite. La formula NaBeSi3O7(OH), che si può ancora vedere occasionalmente, non è corretta.
Tra i minerali noti, solo l'epididimite (Na2Be2Si6O15·H2O) e la nabesite (Na2BeSi4O10·4H2O) hanno l'unica combinazione di elementi sodio–berillio–silicio–ossigeno–idrogeno, come si può trovare nella formula ufficiale dell'IMA per eudidimite. La chkalovite (Na2BeSi2O6), è chimicamente simile.

## Abito cristallino
L'eudidimite cristallizza nel sistema monoclino nel gruppo spaziale C2/c (gruppo nº 15) con parametri reticolari a = 12,6188 Å, b = 7,3781 Å, c = 13,9940 Å e β = 103,762° oltre a quattro unità di formula per cella unitaria.
La struttura cristallina dell'eudidimite fu risolta per la prima volta da Tei-Ichi Itō e poi riesaminata successivamente da Fang et al. Questi ultimi hanno fornito solo dati strutturali per l'eudidimite, che si basano sull'affinamento isotropo, senza alcuna informazione sulla posizione delle posizioni dei protoni e sul ruolo dei legami idrogeno. Per questo motivo, Giacomo Diego Gatta e colleghi hanno studiato nuovamente la struttura cristallina e la cristallochimica dell'eudidimite naturale in condizioni ambientali utilizzando la spettroscopia EDX, la termogravimetria, la spettroscopia di emissione atomica e la diffrazione di neutroni a cristallo singolo.

## Proprietà

### Proprietà fisiche
I cristalli di eudidimite sono incolori o bianchi, raramente gialli, blu-grigiastri, blu o addirittura viola. Il colore dello striscio è bianco. La superficie dell'eudidimite è traslucida, ma spesso anche trasparente all'acqua mostrano una lucentezza simile al vetro, mentre sulle superfici del pinacoide di base mostra una lucentezza madreperlacea.
Le superfici di frattura della zona [(001):(111)] hanno occasionalmente una struttura fibrosa che provoca una lucentezza setosa. L'eudidimite ha una rifrazione medio-bassa corrispondente a questa brillantezza (nα = 1,545; nβ = 1,546; nγ = 1,551) e bassa birifrangenza (δ = 0,006). Inoltre si hanno i valori nDx = 1,5457, nDy = 1,5461, nDz = 1,5512 per la rifrazione (a una lunghezza d'onda di λ = 589,3 nm). Al microscopio a polarizzazione, l'eudidimite è biassialmente positiva, è incolore e non pleocroica alla luce trasmessa.
I cristalli dell'eudidimite mostrano una scissione perfetta lungo {001} pinacoidale di base e due ulteriori scissione perfette secondo le superfici di {551}. A causa della sua fragilità, tuttavia, si frattura in modo simile al quarzo o all'ambligonite, con le superfici di frattura simili a conchiglie (come nel quarzo) o irregolari (come nell'ambligonite). Il minerale ha una durezza Mohs di 6 ed è quindi uno dei minerali medio-duri che possono essere incisi con una lima d'acciaio come il feldspato, minerale di riferimento. La densità misurata per l'eudidimite è di 2,55 g/cm³, la densità calcolata è di 2,57 g/cm³.

### Proprietà chimiche
Davanti al cannello a soffiatura, l'eudidimite si fonde facilmente in un vetro lucido o bianco. È difficile o per niente solubile in acidi. Tuttavia, la polvere minerale si dissolve facilmente e molto rapidamente in acido fluoridrico (HF). Quando viene riscaldata tramite il becco di Bunsen, l'acqua fuoriesce solo in modo incompleto, completamente solo prima del ventilatore. La temperatura di disidratazione insolitamente elevata di T > 830 °C per l'eudidimite è dovuta in primo luogo alla speciale configurazione della molecola d'acqua, che è legata a due posizioni di sodio, in secondo luogo ai forti legami idrogeno agli atomi di ossigeno della struttura, e in terzo luogo, i piccoli “diametri liberi” dei canali nella struttura tetraedrica, che ostacolano la migrazione delle molecole d'acqua sulla superficie del cristallo.

## Origine e giacitura
L'eudidimite si forma in fase tardiva e cristallizza nello stadio finale idrotermale di formazione della pegmatite o nello stadio finale del metasomatismo alcalino delle pegmatiti delle sieniti alcaline nefeline. Di solito si trova sotto forma di cristalli in cavità in associazione con albite, elpidite, natrolite, analcime e fluorite, che si sono formate durante la trasformazione dai minerali pegmatitici primari nefelina e microclino. Altri minerali di accompagnamento includono fluorapophyllite-(K), chiavennite, tvedalite, calcite, parisite-(Ce), weibyeite (una pseudomorfosi da bastnäsite ad anchilite), egirina, neptunite e quarzo.
La località tipo dell'eudidimite è una piccola vena di pegmatite nella parte sud-occidentale dell'isola di Lille Arøya nel comune di Larvik, nella contea di Vestfold, in Norvegia. Questa piccola vena si estendeva solo per pochi metri con uno spessore ridotto ed era quindi completamente sfruttata.
In tutto il mondo, l'eudidimite è stata rilevata in circa 40 siti. Questi includono: la Norvegia nelle contee di Vestfold e Telemark; il deposito delle terre rare di Arenópolis, Goiás (Brasile); il Terranova e Labrador (Canada); sul Mont-Saint-Hilaire (a La Vallée-du-Richelieu, in Quebec); a Žďár nad Sázavou in Repubblica Ceca; nel comune di Kujalleq in Groenlandia; a Khyber Pakhtunkhwa (Pakistan); in Buriazia, nel Lago Bajkal, nel fiume Mama e nell'Oblast' di Murmansk (tutii in Russia).

## Forma in cui si presenta in natura
Oltre ai cristalli, l'eudidimite si trova anche negli aggregati sferolitiani, a forma di cavolfiore, con struttura fibrosa radiale, sotto forma di aggregati mica-simili, grossolani, finemente scalati e granulari, oltre che massicci.
L'eudidimite però sviluppa spesso cristalli tabulari e gemelli di dimensioni fino a pochi centimetri, che sono incolori o di colore bianco. Raramente si trovano anche eudidimiti grigio-blu, blu, viola o gialli.